# AS 리보르노 칼초
A.S. 리보르노 칼초(Associazione Sportiva Livorno Calcio S.r.l. )는 리보르노에 위치한 스타디오 아르만도 피키를 근거로 하는 이탈리아의 축구 클럽이다.
이 축구단은 1915년 창단되었고 최근에는 세리에 C에 참가중이다. 팀의 색깔은 암적색과 고동색(팀의 별명인 Amaranto도 여기서 유래함)이다. 세리에 A에서의 최고 성적은 선두였던 토리노외 경쟁하여 2위를 기록했던 1942-43 시즌이다.

## 역사
US 리보르노로 1915년에 창단을 했던 클럽은 결승전에서 인테르나치오날레에게 결승전에 패하며 이탈리안 풋볼 챔피언쉽 1919-20 시즌에 2위를 차지했다. 1년 뒤, 그들은 준결승전에서 최대의 라이벌 피사에게 패했다. 1933년에 클럽은 나중에 파시스트 독재자 베니토 무솔리니의 딸, 에다 차노 무솔리니의 이름이 붙여진 현재의 경기장으로 옮겼다. 리보르노는 1942-1943 시즌에 준우승을 차지하며 성공적인 시즌을 보냈다. 리보르노는 1949년에 세리에 A를 떠나 연이어 7 시즌을 보냈다. 그들은 곧 세리에 C로 강등을 당했고, 1955년에 승격을 하여 한 시즌을 보냈고 다시 1964년부터 1972년을 보냈다. 클럽은 에첼렌차에서 시작을 하기로 했으나 1991년에 취소됐고 연속하여 두 번 승격을 하여 세리에 C2로 돌아왔다. 1997년에 세리에 C1으로 승격했고 알도 스피넬리가 구단주가 부임했다. 새로운 자본하에, 리보르노는 2001년에 세리에 B로 승격했다.
리보르노는 6개의 구단이 승격하던때인 세리에 B 2003-04 시즌에 3위로 마감하여 세리에 A로 승격했다. 리보르노는 마지막으로 1부리그에 머물었던지 55년 만에 승격을 했고 이 결과적으로 가장 바로 세리에 B로 돌아갈 클럽으로 예측되었다.

## 선수 명단

### 현역
참고: FIFA 자격 규정에 따라 소속된 국가대표팀 국기를 표시합니다. 선수는 복수의 FIFA 비회원국 국적을 가지고 있을 수 있습니다.
| 번호 | 포지션 | 국적 | 이름      |
| ---- | ------ | ---- | --------- |
| 32   | FW     |      | 사샤 코리 |

| 번호 | 포지션 | 국적 | 이름 |
| ---- | ------ | ---- | ---- |

## 역대 감독
| 감독          | 임기        |
| ------------- | ----------- |
| 비올러 요셰프 | 1940 ~ 1941 |
| 마리오 마뇨치 | 1954 ~ 1956 |